# George Henry Inglis
George Henry Inglis, britanski general, * 1902, † 1979.